# Puerto Rondón
Puerto Rondón là một khu tự quản thuộc tỉnh Arauca, Colombia. Thủ phủ của khu tự quản Puerto Rondón đóng tại Puerto Rondón Khu tự quản Puerto Rondón có diện tích 2313 ki lô mét vuông. Đến thời điểm ngày 28 tháng 5 năm 2005, khu tự quản Puerto Rondón có dân số 4072 người.